# هارولد ديفاين
هارولد ديفاين (بالإنجليزية: Harold Devine)‏ (18 مايو 1909 – 29 أبريل 1998) هو ملاكم أمريكي راحل، مثّل بلاده في الألعاب الأولمبية الصيفية 1928.

## روابط خارجية
هارولد ديفاين على موقع بوكس ريك (الإنجليزية) (registration required)
- هارولد ديفاين على موقع أوليمبيديا (الإنجليزية)